# Pentti Hämäläinen
Pentti Olavi Hämäläinen (Kotka, 19 dicembre 1929 – Kotka, 11 dicembre 1984) è stato un pugile finlandese.
Ha vinto due medaglie olimpiche nel pugilato. In particolare ha conquistato la medaglia d'oro alle Olimpiadi di Helsinki 1952 nella categoria pesi gallo e la medaglia di bronzo alle Olimpiadi di Melbourne 1956, nella categoria pesi piuma.